# 塔爾梅奇山
78°25′S 162°34′E / 78.417°S 162.567°E
塔爾梅奇山（英語：Mount Talmadge）是南極洲的山峰，位於維多利亞地的斯科特海岸，處於柯特利茨冰原西部，海拔高度2,395米，現時由南極條約體系管理。